# Lịch sử Thổ Nhĩ Kỳ
Lịch sử Thổ Nhĩ Kỳ, được hiểu là lịch sử của khu vực hiện đang hình thành lãnh thổ của Cộng hòa Thổ Nhĩ Kỳ, bao gồm lịch sử của cả Tiểu Á (phần châu Á của Thổ Nhĩ Kỳ) và Đông Thrace (phần châu Âu của Thổ Nhĩ Kỳ).
Đối với thời kỳ trước thời kỳ Ottoman, phải phân biệt giữa lịch sử của các dân tộc Thổ Nhĩ Kỳ và lịch sử của các vùng lãnh thổ hiện đang hình thành Cộng hòa Thổ Nhĩ Kỳ, về cơ bản là lịch sử của Tiểu Á và Thrace cổ đại.
Tên Thổ Nhĩ Kỳ (Turkey) có nguồn gốc từ Trung Latinh Turchia, tức là "vùng đất của người Turk - Thổ Nhĩ Kỳ ", trong lịch sử đề cập đến một lãnh thổ hoàn toàn khác của Đông Âu và Trung Á, nằm dưới sự kiểm soát của các dân tộc Turkic trong thời trung cổ.
Từ thời điểm mà các bộ phận của những gì bây giờ Thổ Nhĩ Kỳ bị chinh phục bởi người Thổ Nhĩ Kỳ, lịch sử của Thổ Nhĩ Kỳ kéo dài qua suốt lịch sử thời Trung cổ của Đế chế Seljuk, thời trung cổ với lịch sử hiện đại của Đế quốc Ottoman, và lịch sử của Cộng hòa Thổ Nhĩ Kỳ kể từ năm 1920.

## Tiểu Á và Thrace trong thời cổ đại

### Tiểu Á
Lịch sử cổ xưa của Anatolia (Tiểu Á) có thể được tạm chia thành thời tiền sử, cổ Cận Đông (thời đồ đồng và đồ sắt sớm), Tiểu Á cổ điển, Tiểu Á Hy Lạp, với Tiểu Á Byzantine bắc qua giai đoạn đầu thời trung cổ với thời kỳ của Thập tự chinh và cuối cùng người Thổ Nhĩ Kỳ (Seljuk / Ottoman) chinh phục Tiểu Á vào thế kỷ 15.
Các đại diện sớm nhất của văn hóa ở Anatolia là các cổ vật thời đồ đá. Những tàn dư của các nền văn minh thời đại đồ đồng như các dân tộc Hattian, Akkadian, Assyrian và Hittite cung cấp cho chúng ta nhiều ví dụ về cuộc sống hàng ngày của công dân và thương mại của họ. Sau sự sụp đổ của người Hittites, các bang mới Phrygia và Lydia đã đứng vững trên bờ biển phía tây khi nền văn minh Hy Lạp bắt đầu phát triển. Họ và tất cả những người còn lại của Anatolia đã tương đối sớm sau khi sáp nhập vào Đế chế Ba Tư Achaemenid.